# Monte Odín
El monte Odín (en inglés: Mount Odin) es una destacada montaña de Canadá, con 2147 m el punto más elevado de la isla de Baffin, administrativamente en la región Qikiqtaaluk, en el territorio de Nunavut. Se encuentra en el parque nacional Auyuittuq a lo largo del paso Akshayuk, a unos 46 km al norte de Pangnirtung y al sur del monte Asgard.
El monte Odin tiene una impresionante cara sur rocosa que cae sobre el río Weasel. Al norte, el área está glaciada.
La montaña lleva el nombre de Odín, el jefe de los dioses en la mitología nórdica y el paganismo nórdico.

## Geografía
El monte Odín es también la montaña más alta de los montes Baffin, así como la quinta más elevada de la cordillera Ártica. Tiene una prominencia topográfica de 2147 m, mayor que cualquier otra montaña de los montes Baffin y en la propia isla de Baffin, convirtiendo a Odin en la tercera montaña más alta de Nunavut por prominencia topográfica.
En comparación con otros picos, el monte Odin es el quinto más alto en Nunavut. Los puntos más altos en Nunavut son: el pico Barbeau, en la isla de Ellesmere (el punto más alto en Nunavut, con 2616 m); dos picos sin nombre en la isla Ellesmere (uno de 2347 m ubicado a 78° 48′ N, 79° 34′ W  y otro de 2201 m ubicado a 80° 17′ N, 75° 05′ W); y el Outlook Peak, en la isla Axel Heiberg, que con 2210 m es solo 63 m más alto que el monte Odin.
Además, por altitud, es el 62.º de los puntos culminante insulares; por prominencia, el 30.º de Canadá  el 77.º de Norteamérica; y por aislamiento topográfico, el 7º de Canadá y el 24º de Norteamérica.

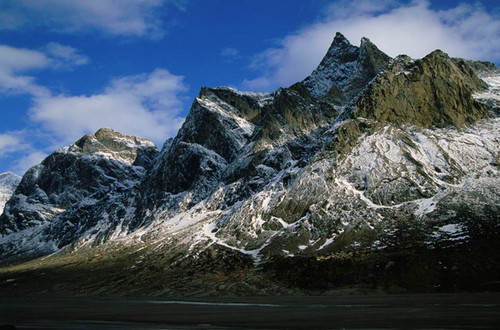
Vista de los flancos del monte Odín
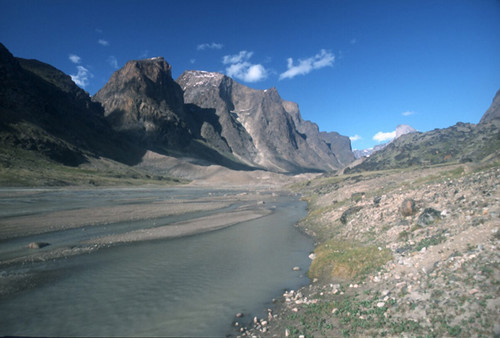
Mirando valle abajo hacia el monte Odín
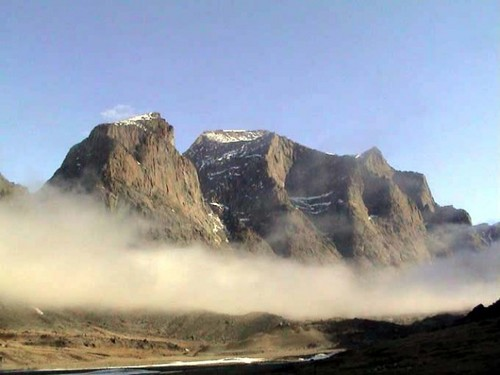
El monte Odín envuelto en la bruma